# Carlo Gonzaga (pincipe di Castiglione)

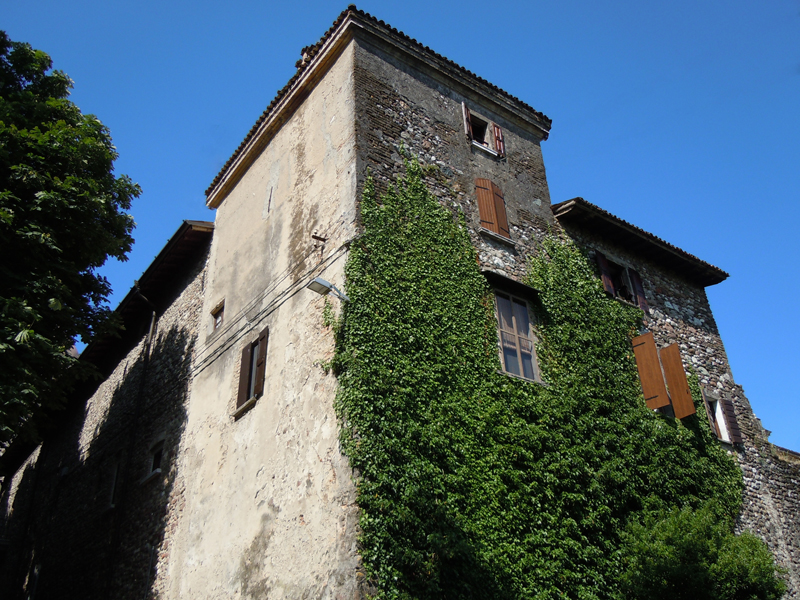
Castello di Solferino

Carlo Gonzaga (Castiglione delle Stiviere, 3 maggio 1616 – Solferino, 21 maggio 1680) è stato un nobile italiano, marchese di Solferino e principe di Castiglione.

## Biografia
Figlio di Cristierno Gonzaga e di Marcella Malaspina (†1630), trovò resistenze nella successione alla signoria di Castiglione dopo la morte del cugino Ferdinando I, anche per l'opposizione della moglie e delle figlie del defunto sulla divisione dei beni. Venne inviato a Vienna presso l'imperatore nel 1676 per ben due volte il figlio secondogenito Francesco per dirimere la vertenza.
Nel 1630 fu costretto ad abbandonare Solferino a causa dell'occupazione delle truppe imperiali.
Sposò nel 1643 Isabella Martinengo (1611-1708), dalla quale ebbe numerosi figli.
La lunga vertenza si concluse nel 1677, dietro pagamento di una prima rata di 20 000 ducati ai cugini: avvenne quindi la riunificazione dei feudi di Solferino e Castiglione e Carlo divenne principe di Castiglione e marchese di Medole. Si estinse così il ramo dei "Gonzaga di Solferino".
Morì a Solferino il 21 maggio 1680 e gli succedette il figlio Ferdinando II.

## Discendenza
Carlo ed Isabella ebbero otto figli:
- Ferdinando II (1648-1723), erede;
- Luigi (1650-1720), gesuita;
- Francesco (1652-?);
- Cristierno (1655-1745), Governatore della fortezza di Pavia, e Maestro di Campo di re Carlo II;
- Carlo Antonio (?-1740), frate cappuccino;
- Luigia, sposò Ippolito Malaspina di Fosdinovo;
- Eleonora (?-1720), sposò in Spagna Gerolamo Talenti Fiorenza (?-1726), IV Conte di Benazuza, V marchese di Conturbia;
- Marcella (?-1710), prelata del collegio delle Vergini di Gesù.

## Ascendenza
|                    |                   |                     | Genitori          |  |  | Nonni            |  |  | Bisnonni        |  |
|                    |                   |                     |                   |  |  | Ferrante Gonzaga |  |  | Aloisio Gonzaga |  |
|                    |                   |                     |                   |  |  | Ferrante Gonzaga |  |  | Aloisio Gonzaga |  |
|                    |                   | Caterina Anguissola |                   |  |  | Ferrante Gonzaga |  |  |                 |  |
| Cristierno Gonzaga |                   |                     |                   |  |  | Ferrante Gonzaga |  |  |                 |  |
|                    |                   | Marta Tana          | Baldassarre Tana  |  |  |                  |  |  |                 |  |
|                    |                   | Marta Tana          | Baldassarre Tana  |  |  |                  |  |  |                 |  |
|                    |                   | Marta Tana          | Anna Della Rovere |  |  |                  |  |  |                 |  |
| Carlo Gonzaga      |                   | Marta Tana          |                   |  |  |                  |  |  |                 |  |
|                    | Alfonso Malaspina | Leone Malaspina     |                   |  |  |                  |  |  |                 |  |
|                    | Alfonso Malaspina | Leone Malaspina     |                   |  |  |                  |  |  |                 |  |
|                    | Alfonso Malaspina | Manella Angarana    |                   |  |  |                  |  |  |                 |  |
| Marcella Malaspina | Alfonso Malaspina |                     |                   |  |  |                  |  |  |                 |  |
|                    |                   | Ginevra Marioni     | ...               |  |  |                  |  |  |                 |  |
|                    |                   | Ginevra Marioni     | ...               |  |  |                  |  |  |                 |  |
|                    |                   | Ginevra Marioni     | ...               |  |  |                  |  |  |                 |  |
|                    |                   | Ginevra Marioni     |                   |  |  |                  |  |  |                 |  |